# Douglas Group
Die Douglas AG (auch Douglas Group genannt) ist ein börsennotierter Einzelhandelskonzern mit Hauptsitz in Düsseldorf. Der Schwerpunkt der Geschäftstätigkeit liegt auf Düften, Kosmetik, Pflegeprodukten und Accessoires. Die Unternehmensgruppe wurde in ihrer heutigen Form 2021 gegründet und ging 2024 an die Börse. Die Historie der Kernmarke Douglas reicht bis ins frühe 19. Jahrhundert zurück.
Wichtige Vertriebslinien des Konzerns sind Douglas und Nocibé mit über 1850 Filialen. Diese werden ergänzt durch Parfumdreams und Niche Beauty im elektronischen Handel. Insgesamt ist die Douglas Group in 27 europäischen Ländern tätig.

## Geschichte

### Vorgeschichte
1969 übernahm der Einzelhändler Hussel die Douglas-Parfümerien und legte damit den Grundstein für einen Mischkonzern, der neben Süßwaren und Düften später auch Schmuck und Bücher verkaufte. Neben Douglas und Hussel waren Christ und Thalia wichtige Vertriebslinien der neuen Douglas Holding. Bis in die 2000er Jahre expandierte das Unternehmen in Europa, unter anderem in Österreich, den Niederlanden, Italien, Frankreich, Spanien, Polen, Ungarn und Rumänien, teilweise auch durch Zukäufe.
2012 wurde das Unternehmen im Zuge einer Übernahme durch die Familie Kreke und den Finanzinvestor Advent International neu ausgerichtet; Schwerpunkt ist seitdem ausschließlich das Kerngeschäft mit Düften und Kosmetik. Infolge des Verkaufs wesentlicher Tochtergesellschaften fernab des Kerngeschäfts wurde die Douglas Holding im Jahr 2017 wieder aufgelöst.

### Neuausrichtung
Im Jahr 2014 wurde das französische Duft- und Kosmetik-Einzelhandelsunternehmen Nocibé erworben. Douglas und Nocibé bildeten die Grundlage für eine europaweit agierende Unternehmensgruppe. 2018 wurde die Parfümerie Akzente mit dem Onlineshop Parfumdreams übernommen, um die starke Präsenz der Gruppe im stationären Handel und die Online-Shops von Douglas und Nocibé zu ergänzen. Damit wurde die E-Commerce-Präsenz der Gruppe signifikant ausgebaut. Mit dem Erwerb einer Mehrheit am Luxus-Einzelhändler Niche Beauty im Jahr 2019 stärkte das Unternehmen erneut seine Digitalstrategie.

### Börsengang
2023 gab es Berichte über einen möglichen Börsengang der Douglas Group. 2024 wurde das Vorhaben bestätigt. Die Erstnotierung erfolgte am 21. März im regulierten Markt (Prime Standard) der Frankfurter Wertpapierbörse. In einem schwierigen Marktumfeld rutschte der Aktienkurs unter den Ausgabepreis. Gleichwohl konnte die Douglas Group durch Erlöse aus dem Börsengang und eine Eigenkapitalzuführung der Altaktionäre ihren Schuldenstand maßgeblich reduzieren, was zuvor als Ziel für den Börsengang kommuniziert worden war. Die Unternehmensgruppe will den finanziellen Spielraum nutzen, um weitere Filialen zu eröffnen.

## Unternehmensstruktur

### Rechtsform
Dachgesellschaft der Unternehmensgruppe ist die Douglas AG, eine Aktiengesellschaft nach deutschem Handelsrecht. Sie wurde im September 2021 gegründet und im Juni 2022 zum Mutterunternehmen der Gruppe. Die Douglas AG stellt den Konzernabschluss auf und konsolidiert alle wesentlichen Tochtergesellschaften, insbesondere die deutschen Douglas Service GmbH und Parfümerie Douglas GmbH & Co. KG sowie die französische Groupe Nocibé SAS.

### Börsennotierung
Das Grundkapital der Douglas AG ist eingeteilt in 107,69 Millionen Aktien. Diese werden unter dem Kürzel DOU an der Frankfurter Wertpapierbörse und über Xetra gehandelt. Die Marktkapitalisierung liegt bei rund 2,23 Milliarden Euro (Stand: Mai 2024). Nach dem Börsengang befinden sich mehr als 25 % der Aktien im Streubesitz. CVC Capital Partners und die Familie Kreke sind weiterhin wesentliche Anteilseigner. Im Juni 2024 wurde die Aktie der Douglas AG in den Nebenwerteindex SDAX der Deutschen Börse aufgenommen.

### Unternehmensführung
Den Vorstand der Douglas AG bilden Sander van der Laan (CEO), Mark Langer (CFO) und Philipp Andrée (CCO). Der Aufsichtsrat besteht aus zwölf gewählten Mitgliedern und ist paritätisch besetzt. Vorsitzender des Gremiums ist Henning Kreke, der einst Chef der Douglas Holding war. Zu den weiteren bekannten Mitgliedern zählt auch Alexander Dibelius, Deutschlandchef von CVC Capital Partners.
Von 2017 bis 2022 prägte Tina Müller als Vorsitzende der Geschäftsführung die Transformation des Unternehmens. Sie gehörte 2022/2023 dem Aufsichtsrat an.

## Geschäftstätigkeit
Die Douglas Group verfolgt eine Omnichannel-Strategie, also die Verzahnung von stationärem und elektronischem Handel. Die Unternehmensgruppe ist führend im Einzelhandel mit Düften, Kosmetik, Pflegeprodukten und Accessoires und fokussiert sich auf das gehobene Preissegment mit selektiver Distribution von Luxusmarken wie Chanel und Dior. Teil des Geschäftsmodells ist zudem das Angebot von Eigenmarken. Zu den größten Wettbewerbern zählen unter anderem Flaconi und Sephora.

### Douglas
1821 gründete John S. Douglas eine Seifenfabrik in Hamburg. Diese war Namensgeberin für die 1910 eröffnete erste Parfümerie Douglas. Zunächst als Familienbetrieb geführt, wurden in den folgenden Jahrzehnten weitere Filialen eröffnet; 1969 wurden alle Douglas-Parfümerien von Hussel übernommen. In den 1980er-Jahren expandierte das Unternehmen unter anderem in die Niederlande, nach Frankreich und Italien. In den 2000er-Jahren kamen weitere europäische Märkte hinzu. Douglas ist die größte und bekannteste Marke innerhalb der Douglas Group.

### Nocibé
1984 eröffnete Daniel Vercamer im französischen Lille die erste Nocibé-Parfümerie. Das Sortiment umfasste zunächst vorwiegend Luxusmarken, die günstiger als bei der Konkurrenz angeboten wurden. Nach der Expansion in Frankreich ging das Unternehmen 1997 an die Börse. Seit 2014 ist Nocibé Teil der Douglas Group. Das Unternehmen ist ausschließlich in Frankreich aktiv und führt dort einen Online-Shop sowie mehr als 400 Filialen.

### Parfumdreams
1995 eröffneten Christina und Kai Renchen die erste Akzente-Parfümerie in Öhringen. Es folgten Filialen in Baden-Württemberg, Bayern, Hessen und Schleswig-Holstein. Das Unternehmen investierte frühzeitig in den elektronischen Handel und etablierte erfolgreich die Online-Marke Parfumdreams. 2018 übernahm die Douglas Group das Unternehmen.

### Niche Beauty
2009 gründeten Sarah von Doetinchem und Laetitia von Hessen einen Onlineshop für hochwertige Kosmetikprodukte. 2019 verkauften sie die Mehrheit des Unternehmens an die Douglas Group.